# Livin on a Prayer: A Tribute to Bon Jovi
Livin On A Prayer: A Tribute To Bon Jovi é álbum tributo dedicado a banda americana de Hard Rock Bon Jovi. Esse álbum foi lançado no ano de 2001 pela Zebra Records, interpretado por vários artistas do cenário musical.

## Faixas do Álbum
1. Runaway
2. In & Out Of Love
3. You Give Love A Bad Name
4. Livin On A Prayer
5. Wanted Dead Or Alive
6. Lay Your Hands On Me
7. Bad Medicine
8. Born To Be My Baby
9. Living In Sin
10. I'll Be There For You
11. Blaze Of Glory
12. Its My Life Remix

## Performances
- Alex Mitchell - vocal faixa 1
- Stevie Rachelle - vocal faixa 2
- Kelly Hansen - vocal faixa 3
- Marq Torien - vocal faixa 4
- Phil Lewis - vocal faixa 5
- Jani Lane - vocal faixa 6
- Jizzy Pearl - vocal faixa 7
- John Corabi - vocal faixa 8
- Spike - vocal faixa 9
- Chaz - vocal faixa 10
- Kory Clarke - vocal faixa 11
- Dangerous Boys - faixa 12: Jerry Dixon - baixo, James Kottak - bateria, Erik Turner- guitarra,DJ Ashba - guitarra e Danny Wagner - teclado.